# Camellia leptophylla
Camellia leptophylla là một loài thực vật có hoa trong họ Theaceae. Loài này được S.Yun Liang ex H.T.Chang mô tả khoa học đầu tiên năm 1981.